# Grotte de Senpukuji
La grotte de Senpukuji (ou Senfukuji) est une série de petites grottes et un site préhistorique situé à Setogoe, dans la municipalité de Sasebo, dans la préfecture de Nagasaki, sur l'ile de Kyūshū, au Japon. Il est daté du début de la période Jōmon.

## Historique
Le site de Senpukuji a été découvert en 1969 par des étudiants du collège Ono. Des fouilles ont été menées pendant 10 ans à partir de 1970 sous la direction de Masaru Aso, professeur à l'université de Chiba.

## Description
Quatre grottes peu profondes s'ouvrent dans la paroi rocheuse de grès, près de la rivière Aiura, à une altitude de 89 mètres. Leur ouverture vers le sud et la proximité de la rivière en font un lieu propice à l'habitation. Le site a été utilisé de manière saisonnière.
Les fouilles ont mis en évidence 12 couches stratigraphiques.

## Vestiges archéologiques
Dans l'entrée de la grotte 3, à l’extrémité est, une grande quantité d’outils lithiques et de poteries ont été trouvés dans le sol à une profondeur d'environ 5 mètres. 2 153 outils lithiques, dont de nombreux microlithes, ont été découverts dans cette seule couche.
Une grande quantité de tessons de poterie dite à grains de pois, qui aurait environ 16 000 ans d'âge (selon Touryu Mondoki) et qui serait l'une des plus anciennes du Japon, ont été découverts. Des poteries dites à grains de haricot ont été mises au jour au bas de la 10e couche. Des poteries mixtes à grains de haricots et à lignes de crête ont été collectées dans la couche intermédiaire, des poteries à relief ont été collectées au sommet, et des poteries en forme de griffes et des poteries imprimées ont été exhumées dans la couche supérieure. La stratigraphie permet donc de suivre l'évolution de la céramique à travers le temps,,.

## Protection et conservation
La grotte de Senpukuji a été désignée site historique du Japon (史跡, shiseki) le 7 mars 1986. Les objets exhumés ont été désignés biens culturels importants du Japon.
Les vestiges archéologiques sont conservés au Centre d’art de Shimase du musée de la ville de Sasebo. Les objets exposés ont été restaurés.

## Galerie

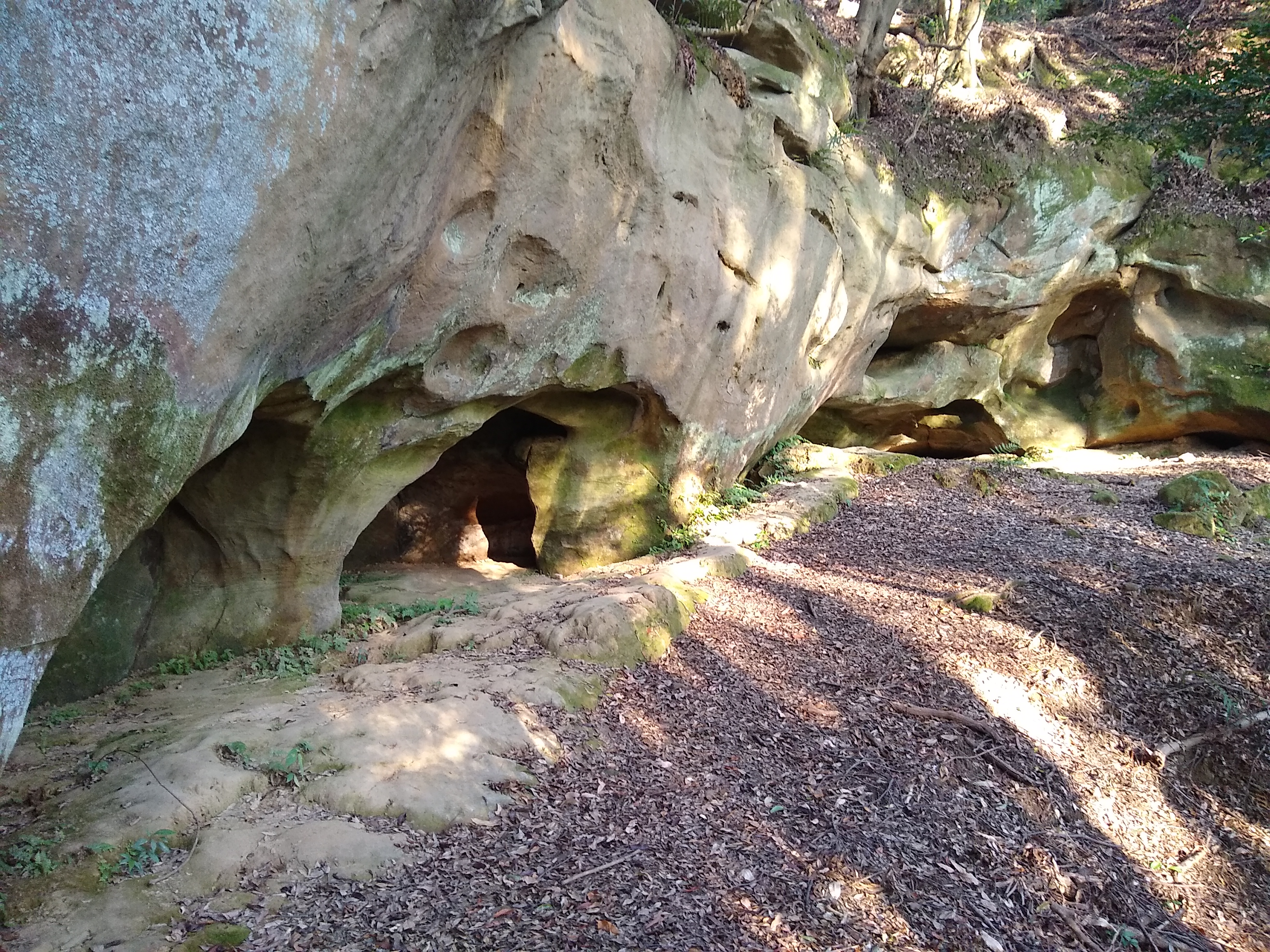
Vue de la grotte de Senpukuji depuis l'entrée
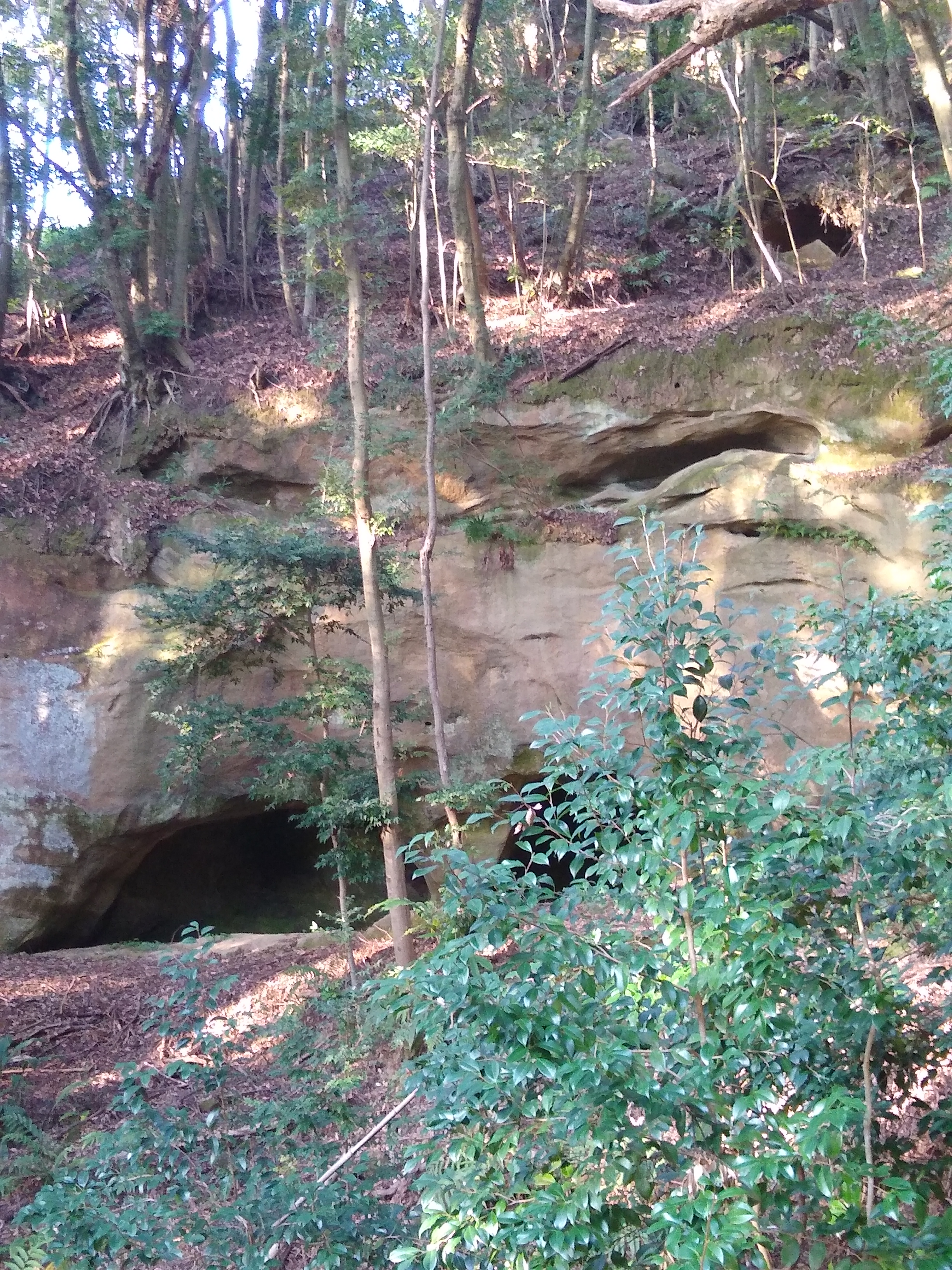
Grotte de Senpukuji
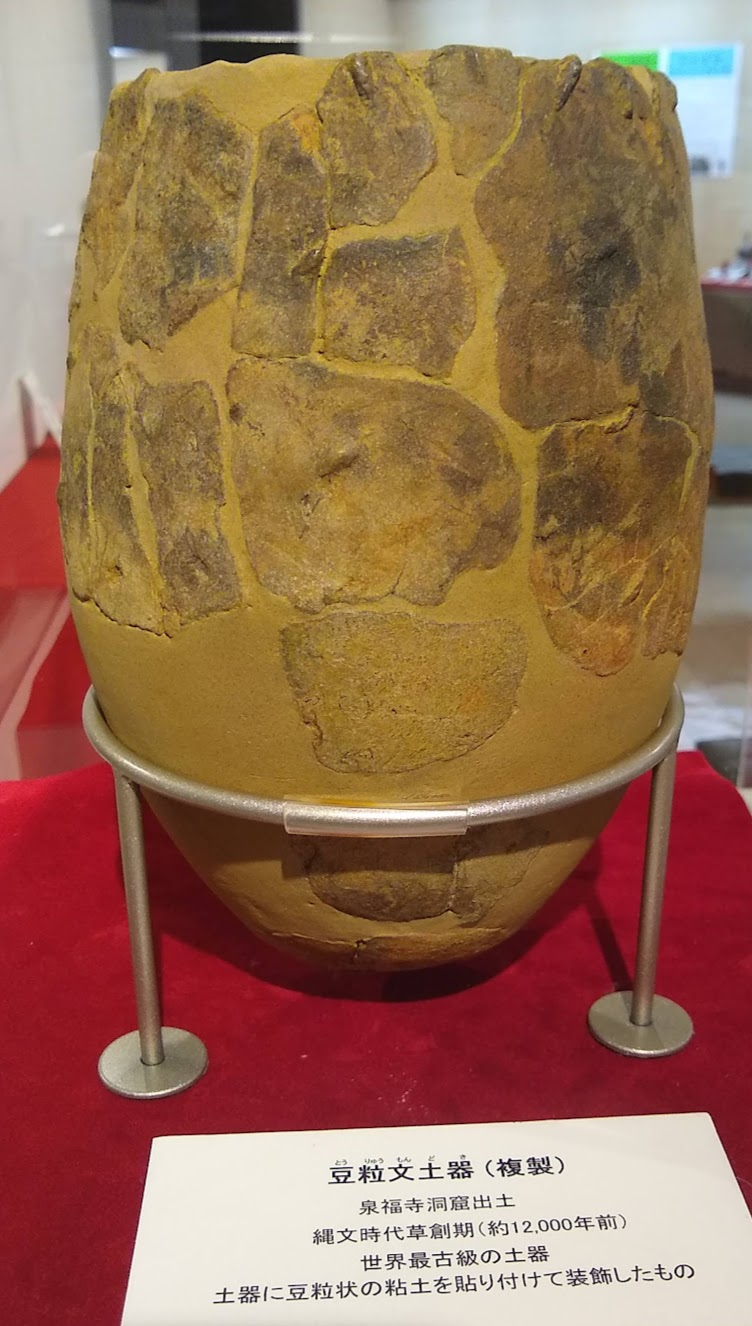
Poterie trouvée dans la grotte de Senpukuji